# Jule Hake
Jule Marie Hake (Olfen, 24 de setembro de 1999) é uma canoísta alemã.

## Carreira
Em sua carreira foi, entre outras coisas, campeã mundial sub-23. Nos Jogos Olímpicos de 2020, em Tóquio, em 2021, ela foi eliminada nas semifinais em quinto lugar no caiaque simples acima de 500 metros. Ela também fez parte do elenco de caiaque para quatro pessoas nos 500 metros ao lado de Tina Dietze, Sabrina Hering-Pradler e Melanie Gebhardt. O quarteto ficou em quinto lugar na final no dia 7 de agosto de 2021. Um ano depois, em Dartmouth (Canadá), Hake foi vice-campeão tanto no caiaque individual acima de 5.000 metros quanto com Paulina Paszek no caiaque duplo acima de 500 metros. Ela também ficou em terceiro lugar no caiaque individual acima de 500 metros.
Nos Jogos Olímpicos de Verão de 2024, em Paris, conquistou a medalha de bronze na competição do K-2 500 m feminino, ao lado de Paulina Paszek, com o tempo de 1:39.46, e a medalha de prata na disputa do K-4 500 m feminino, com Paszek, Pauline Jagsch e Sarah Brüßler, no tempo de 1:32.62.